# Wake Up (canção de ClariS)
"Wake Up" é uma música da ClariS, usada como tema de abertura do anime Moyashimon Returns. Foi lançada em 15 de agosto de 2012 pela SME Records.

## Desempenho nas paradas
| Parada (2012)                    | Melhor posição |
| -------------------------------- | -------------- |
| Japão Billboard Japan Hot 100    | 45             |
| Japão Singles Semanais da Oricon | 12             |